# Andamanenbuulbuul
De andamanenbuulbuul (Brachypodius fuscoflavescens synoniem: Pycnonotus fuscoflavescens) is een zangvogel uit de familie van de buulbuuls (Pycnonotidae).

## Verspreiding en leefgebied
Het is een endemische vogel op de Andamanen. 

## Status
De grootte van de populatie wordt geschat op 2500-10.000 volwassen vogels. Op de Rode lijst van de IUCN heeft deze soort de status niet bedreigd.